# Charles de Vion d'Alibray
Charles de Vion d'Alibray ou Dalibray, né à Paris vers 1590 et mort le 17 juin 1652, est un poète et traducteur français.

## Biographie
La vie de Charles de Vion d'Alibray est mal connue, en dehors de ce qu'il dit de lui-même dans ses poèmes. Son nom même n’est pas fixé : Charles de Vion, Charles de Vion d’Alibray ou Charles Vion d’Alibray  (les deux formes les plus couramment utilisées par les spécialistes de son œuvre) ou Charles Vion Dalibray : dans les œuvres parues de son vivant, il se désigne comme « sr [sieur] Dalibray ».
Il appartient à la famille noble de Vion : il est le fils de Pierre de Vion seigneur d’Oinville et de Gaillonnet, mort après 1634, et de Marguerite Le Mazurier ; le père de Pierre de Vion, Jean de Vion, auditeur à la chambre des comptes, est le fils naturel légitimé d’un fils cadet de Jean Ier de Vion, fils lui-même du fondateur de la lignée, Pierre de Vion, mort en 1492 et originaire de Bourgogne. Il a deux frères : Jean de Vion, seigneur d'Oinville, et Pierre de Vion, sieur de Gaillonnet, et une sœur, Marguerite, qui épouse en 1622 Pierre de Saintôt ou Sainctot, trésorier de France à Tours, et qui sera une des maîtresses du poète Vincent Voiture.
Charles de Vion a vraisemblablement suivi d’abord la carrière des armes, d’après un de ses propres poèmes. Mais dans un de ses sonnets les plus connus, il assume son refus de la vie militaire et fait l'éloge d'une vie consacrée aux plaisirs.
Il fréquente assidûment dans son âge mûr les cabarets de Paris (le Riche laboureur, le Bel-Air, le Bon-Puis), avec de joyeux compagnons tels que Saint-Amant (qui semble l'avoir encouragé à écrire), Benserade, Guillaume Colletet ou Nicolas Faret. Son œuvre poétique le montre lié à plusieurs hommes célèbres de son époque, qu'il s'agisse de Corneille à qui il adresse un sonnet où il qualifie Polyeucte de chef-d'œuvre, ou de Grotius. Un de ses sonnets : « Je ne vous quitte point pour quelqu'amour nouvelle » est mis en musique par Michel Lambert qui retrouvait Vion d’Alibray et d’autres amis poètes et musiciens au cabaret du Bel-Air, et a été publié en 1661 dans le Recueil des plus beaux airs qui ont esté mis en chant. Il fréquente le cercle lettré réuni auprès de Marie de La Noue, maréchale de Thémines, à laquelle il dédiera quarante sonnets « Sur le Mouvement de la Terre » en 1653.
Il est également lié à la famille de Blaise Pascal par l'intermédiaire de Jacques Le Pailleur, proche de madame de La Noue et ami du père de Pascal. Le Pailleur a pris la relève de l'« académie » parisienne du père Mersenne et anime l'« académie Lepailleur » jusqu'à sa mort en 1654, où se débattent problèmes mathématiques, physiques et philosophiques. Deux des poèmes de Vion d'Alibray sont ainsi adressés « A monsieur Pascal le fils » : le premier est un sonnet « sur son instrument pour l'arithmétique » (la machine à calculer, construite en 1642) ; le second est un poème en stances « Au mesme, sur le vuide », consacré à l'expérience sur le vide et qui célèbre la méthode expérimentale et le « secours des sens » contre la tradition.

## Œuvre
Charles de Vion d’Alibray est l’auteur de poèmes bachiques et érotiques, notamment le poème « Ainsi que l'arc en ciel » où s’exprime un épicurisme insouciant et badin, qui seront réunis dans un recueil publié en 1653. Il célèbre avec humour les joies du vin et de la bonne chère, les plaisirs amoureux et la vie facile : un genre qu'on appelle la « poésie de cabaret ». Il est proche des poètes libertins de son époque, sans en faire partie. Il a aussi écrit des vers satiriques, où il s’attaque notamment au satiriste Pierre de Montmaur, devenu - par ses excès - un genre littéraire à part entière et la cible des pamphlets et des poèmes de ses confrères dont Jean-François Sarrasin, Ménage, Scarron ou Charles Sorel.
Certains de ses poèmes traduisent une inspiration plus profonde, attentive au caractère éphémère de la vie, typique de l’âge baroque : 
Songe, songe, mortel, que tu n'es rien que cendre 

Et l'assuré butin d'un funeste cercueil,

Porte haut tes desseins, porte haut ton orgueil

Au gouffre du néant il te faudra descendre.
Il a traduit de l’italien plusieurs pièces de théâtre, notamment du Tasse, ainsi qu’une pièce de Cremonini : dans la préface de cette dernière, il indique avec humour qu’il aurait pu comme certains traducteurs de son temps s’en faire passer pour l’auteur ; il traduit aussi des textes espagnols, notamment l’Examen de ingenios para las sciencias de Juan Huarte : sa traduction est éditée plusieurs fois (dans l’« Avis au lecteur » de cette œuvre, il considère la traduction comme « un travail ingrat où il y a tant de déshonneur à faillir [se tromper] et si peu de gloire à réussir »), ainsi que deux ouvrages d’Antonio Pérez[réf. nécessaire].

## Œuvres

### Poésie
- L'Arbre triste, métamorphose, Paris, Toussainct Quinet, 1640, in-4° — Repris en 1653 dans les Œuvres poétiques : Vers héroïques.
- Métamorphose de Gomor en marmite, Paris, vers 1643, in-4° — Repris en 1653 dans les Œuvres poétiques : Vers satyriques.
- Lettre à Polyanthe, Paris, vers 1643, in-4°Repris en 1653 dans les Œuvres poétiques : Vers satyriques, ainsi que dans l'Histoire comique ou les Aventures de Fortunatus, Lyon, 1655.
- Vers satyriques, Paris, Jean Guignard, entre 1645 et 1653, in-8° — Regroupe Antigomor, Lettre à Polyanthe et Métamorphose de Gomor en marmite, 73 épigrammes contre Pierre de Montmaur.
- La Musette D. S. D., Paris, Toussainct Quinet, 1647, in-12 — 11 poèmes sont repris avec des variantes dans les Œuvres poétiques de 1653.
D. S. D. : du sieur Dalibray.
- Les Œuvres poetiques du Sr Dalibray. Divisées en vers bachiques, satyriques, heroïques, amoureux, moraux, & chrestiens, Paris, Jean Guignard / Antoine de Sommaville, 1653, in-8° (lire en ligne) — Les noms des deux imprimeurs apparaissent suivant les exemplaires : l’édition semble avoir été partagée.

### Traductions
- de l’italien :
  - L’Aminte du Tasse. Pastorale. Fidellement traduitte de l’italien en vers françois, & enrichie de figures, Paris, Pierre Rocolet, 1632, in-4° illustré de gravures sur cuivre[11].
  - Cesare Cremonini, La pompe funèbre, ou Damon et Cloris pastorale [« Le pompe funebri, overo Aminta e Clori »], Paris, Pierre Rocolet, 1632 (1re éd. 1559)[11].
  - Le Torrismon du Tasse. Tragédie, Paris, Denis Houssaye, 1636, in-4°[13].
  - Le Soliman tragi-comedie. Imitée du comte Prosper Bonarelli, Paris, Toussaint Quinet, 1637, in-4°Il s’agit d’une adaptation plus que d’une traduction de Il Solimano de Prospero Bonarelli.
  - Virgilio Malvezzi, Tarquin le superbe, avec des considérations politiques et morales sur les principaux événements de sa vie [« Il Romulo è il Tarquinio superbo »], Paris, Jean Le Bouc, 1644 (réimpr. 1644, 1650).
  - L’amour divisé, discours académique où il est prouvé qu’on peut aimer plusieurs personnes en même temps également et parfaitement, Paris, A. de Sommaville, 1653 (réimpr. 1661)Adapté d’un texte italien de Guidubaldo Bonarelli[14].
- de l’espagnol :
  - Juan Huarte, L’Examen des esprits pour les sciences. Ou se monstrent les différences d’esprits qui se trouvent parmy les hommes, et à quel genre de science chacun est propre en particulier [« Examen de ingenios para las sciencias »], Paris, Jean Le Bouc, 1645, in-8°[15]Réédité en 1650 et 1661 par Jean Guignard, en 1661 par Charles de Sercy et en 1675 par le fils de Jean Guignard.
  - Histoire des advantures de Fortunatus, Rouen, Jacques Cailloüé, 1626, in-8°Réédition :
  - Histoire comique ou Les aventures de Fortunatus, traduction nouvelle reveuë, & augmentée en cette dernière édition d'une lettre burlesque de Monsieur d'Alibray, Lyon, V. Moulu, 1665[16]Traduction d’un roman populaire espagnol, relevant de la littérature de colportage, publié à  Valladolid en 1501.
  - Antonio Pérez, Les Lettres d'Antonio Perez, autresfois secrétaire â'Estat du très catholique Philippe II. Escrites à diverses personnes depuis sa sortie d'Espagne, Paris, Toussaint Quinet, 1639 (réimpr. 1647).
  - Antonio Pérez, Les Œuvres morales, politiques et amoureuses d'Anthonio Perez, Paris, Toussaint Quinet, 1642.